# Guazacapán
Guazacapán (del nahuatl, significa «río de zacate») es un municipio ubicado en el departamento de Santa Rosa en la República de Guatemala a 112 kilómetros al sureste de la Ciudad de Guatemala.
La extensión territorial del municipio es 172 km² según el Instituto Geográfico Nacional (IGN). La población en 201 estaba repartida sobre ciento cinco lugares poblados, incluyendo el casco urbano con ocho barrios y colonias, diez aldeas, 23 caseríos y 71 fincas.
En la época prehispánica estaba poblado por los Xincas, quienes fueron conquistados tras una férrea resistencia el 26 de mayo de 1524 por las fuerzas de Pedro de Alvarado, que incluían a soldados españoles e indígenas tlaxcaltecas, cholultecas y kakchikeles. El dialecto usado por este pueblo es Xinca, aunque el mismo ha casi desaparecido. 
Guazacapán es el municipio más desarrollado de Santa Rosa, con un IDH de 0,691.

## Xinca
Muchos de los nombres de los municipios y poblados de Guatemala constan de dos partes: el nombre del santo católico que se venera el día en que fueron fundados y una descripción con raíz náhuatl; esto se debe a que las tropas que invadieron la región en la década de 1520 al mando de Pedro de Alvarado estaban compuestas por soldados españoles y por indígenas tlaxcaltecas y cholultecas. El topónimo «Guazacapán» es de origen idioma náhuatl, específicamente de las voces «guat», «sacat» (español: «zacate») y  «apant» (español: «río») y significa «río de zacate».[cita requerida]

## Gobierno municipal
Los municipios se encuentran regulados en diversas leyes de la República, que establecen su forma de organización, lo relativo a la conformación de sus órganos administrativos y los tributos destinados para los mismos.  Aunque se trata de entidades autónomas, se encuentran sujetos a la legislación nacional y las principales leyes que los rigen desde 1985 son:
| N.º | Ley                                                | Descripción |
| --- | -------------------------------------------------- | --- |
| 1   | Constitución Política de la República de Guatemala | Tiene una regulación legal específica para los municipios en los artículos 253 al 262. |
| 2   | Ley Electoral y de Partidos Políticos              | Ley de carácter constitucional aplicable a los municipios en el tema de la conformación de sus autoridades electas. |
| 3   | Código Municipal                                   | Decreto 12-2002 del Congreso de la República de Guatemala. Tiene la categoría de ley ordinaria y contiene preceptos generales aplicables a todos los municipios, e inclusive contiene legislación referente a la creación de los municipios.             |
| 4   | Ley de Servicio Municipal                          | Decreto 1-87 del Congreso de la República de Guatemala. Regula las relaciones entra la municipalidad y los servidores públicos en materia laboral. Tiene su base constitucional en el artículo 262 de la constitución que ordena la emisión de la misma. |
| 5   | Ley General de Descentralización                   | Decreto 14-2002 del Congreso de la República de Guatemala. Regula el deber constitucional del Estado, y por ende del municipio, de promover y aplicar la descentralización y desconcentración económica y administrativa.                                |

El gobierno de los municipios de Guatemala está a cargo de un Concejo Municipal mientras que el código municipal —ley ordinaria que contiene disposiciones que se aplican a todos los municipios— establece que «el concejo municipal es el órgano colegiado superior de deliberación y de decisión de los asuntos municipales […] y tiene su sede en la circunscripción de la cabecera municipal». Por último, el artículo 33 del mencionado código establece que «[le] corresponde con exclusividad al concejo municipal el ejercicio del gobierno del municipio».
El concejo municipal se integra con el alcalde, los síndicos y concejales, electos directamente por sufragio universal y secreto para un período de cuatro años, pudiendo ser reelectos.
Existen también las Alcaldías Auxiliares, los Comités Comunitarios de Desarrollo (COCODE), el Comité Municipal del Desarrollo (COMUDE), las asociaciones culturales y las comisiones de trabajo. Los alcaldes auxiliares son elegidos por las comunidades de acuerdo a sus principios y tradiciones, y se reúnen con el alcalde municipal el primer domingo de cada mes, mientras que los Comités Comunitarios de Desarrollo y el Comité Municipal de Desarrollo organizan y facilitan la participación de las comunidades priorizando necesidades y problemas.
Los alcaldes que ha habido en el municipio son:
- 2008-2024: Francisco Orantes[7][8]
- 2024-2028: Noel de la Cruz [9]

## Historia

### Conquista española
El señorío Xinca de Santa Rosa fue el más aguerrido contra la conquista española en el siglo xvi. 

### Conquista de los xincas

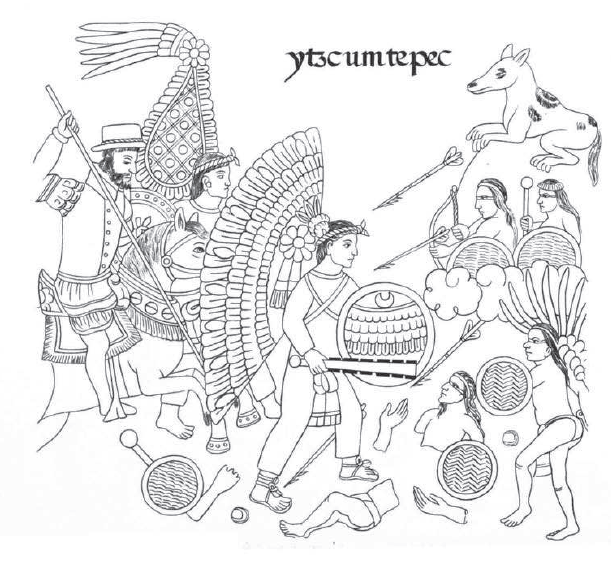
Ilustración del Lienzo de Tlaxcala en el que se muestra una escena de la conquista de Izcuintepeque.

Antes de la llegada de los españoles, la parte oriental de la llanura del Pacífico guatemalteco estaba ocupada por los nahuas y xincas.  El principal territorio xinca se encontraba al este de la principal población nahua en lo que hoy es el departamento de Santa Rosa, aunque los xincas también vivían en Jutiapa. En marzo de 1524, el reino k'iche' había sido derrotado por los españoles, a lo que siguió una alianza entre españoles y kakchiqueles en abril del mismo año, y el 8 de mayo de 1524, poco después de su llegada a Iximché, Pedro de Alvarado continuó hacia el sur hasta la costa del Pacífico, donde derrotó a los nahuas de Panacal o Panacaltepeque el 9 de mayo.
Alvarado describió su encuentro en Guazacapán con una población que no era ni maya, ni nahua y que hablaba un idioma totalmente distinto; esta población era probablemente xinca. En aquel momento, la fuerza de Alvarado se componía de doscientos cincuenta soldados de infantería española acompañados de seis mil aliados indígenas, en su mayoría kakchiqueles, tlaxcaltecas y cholultecas. Alvarado y su ejército derrotaron a las fuerzas de la principal ciudad xinca, llamada Atiquipaque, cuya ubicación generalmente se sitúa en la zona de Taxisco, y la tomaron. Alvarado describió a los defensores como guerreros muy feroces en el combate cuerpo a cuerpo y mencionó que utilizaban lanzas, estacas y flechas envenenadas. La batalla tuvo lugar el 26 de mayo de 1524 y resultó en una reducción considerable de la población xinca. Después de la conquista de la llanura del Pacífico, los habitantes pagaron tributo a los españoles en forma de productos valiosos, tales como algodón, sal, vainilla y, sobre todo, cacao.
El conquistador los tomó como esclavos para la reducción militar de Cuzcatlán en la actual República de El Salvador. De este hecho se deriva el nombre del pueblo, el río y el puente Los Esclavos, en el municipio de Cuilapa. Hay testimonios de que estos indígenas fueron los primeros esclavos formalmente asignados por los conquistadores en el paraje que actualmente lleva ese nombre.[cita requerida]

### Tras la Independencia de Centroamérica
El Estado de Guatemala fue definido de la siguiente forma por la Asamblea Constituyente de dicho estado que emitió la constitución del mismo el 11 de octubre de 1825: «el estado conservará la denominación de Estado de Guatemala y lo forman los pueblos de Guatemala, reunidos en un solo cuerpo.  El estado de Guatemala es soberano, independiente y libre en su gobierno y administración interior.»
Guazacapán fue uno de los municipios originales del Estado de Guatemala fundado en 1825; estaba en el departamento de Guatemala/Escuintla, cuya cabecera era la Nueva Guatemala de la Asunción, y tenía a los municipios de Guatemala, Amatitlán, Escuintla, Mixtán, Jalpatagua, Guazacapán, y Cuajiniquilapa.
La constitución del Estado de Guatemala promulgada el 11 de octubre de 1825 también estableció los circuitos para la administración de justicia en el territorio del Estado y menciona que el poblado de «Guasacapam» —como se le decía entonces a Guazacapán— era parte del Circuito de Chiquimulilla en el Distrito N.º 2 (Escuintla), junto con Chiquimulilla, Taxisco, Sinacantán, Nancinta, Tecuaco, Tepeaco, Tacuilula.

### Fundación del departamento de Santa Rosa
La República de Guatemala fue fundada por el gobierno del presidente capitán general Rafael Carrera el 21 de marzo de 1847 para que el hasta entonces Estado de Guatemala pudiera realizar intercambios comerciales libremente con naciones extranjeras. El 25 de febrero de 1848 la región de Mita fue segregada del departamento de Chiquimula, convertida en departamento y dividida en tres distritos: Jutiapa, Santa Rosa y Jalapa.  Específicamente, el distrito de Santa Rosa incluyó a Santa Rosa como cabecera, Cuajiniquilapa, Chiquimulilla, Guazacapán, Taxisco, Pasaco,  Nancinta, Tecuaco, Sinacantán, Isguatán, Sacualpa, La Leona, Jumay y Mataquescuintla.
Más adelante, por Decreto del 8 de mayo de 1852, se decidió a crear el departamento de Santa Rosa.[cita requerida]

## Economía
Está basada principalmente en la agricultura, en la ganadería, y algunas industrias tradicionales. 
En el área de ganadería la crianza bovina es la más importante y en menor grado la ganadería equina, porcina, aviar y pesca en los ríos y el mar. En el área de agricultura es bastante variada, principalmente de: café, maíz, arroz, maicillo, frijol y plátano.
Además debido a su clima se cosechan diversas frutas tropicales como: Mango, Naranja, Limón, Zapote, Papaya, Sandía, Melón, Chico, Jocote, Banano, Mandarina, Nance, Guanaba, Caimito, Coco, Anona, Aguacate, etc.
La industria panificadora también está bastante desarrollada y tiene cobertura para los pueblos vecinos, de la misma manera productos derivados de leche como queso, crema y mantequilla.
Actualmente el comercio de esta población no es muy activo, se encuentran establecimientos comerciales y de servicios que satisfacen las necesidades básicas de consumo.